# El Tamarindo, Michoacán de Ocampo
El Tamarindo är en ort i Mexiko.   Den ligger i kommunen Tiquicheo de Nicolás Romero och delstaten Michoacán de Ocampo, i den södra delen av landet, 180 km väster om huvudstaden Mexico City. El Tamarindo ligger 671 meter över havet och antalet invånare är 127.
Terrängen runt El Tamarindo är huvudsakligen kuperad, men norrut är den bergig. El Tamarindo ligger nere i en dal. Runt El Tamarindo är det glesbefolkat, med 15 invånare per kvadratkilometer. Närmaste större samhälle är Las Juntas del Tanque, 16,8 km sydost om El Tamarindo. I omgivningarna runt El Tamarindo växer huvudsakligen savannskog.